# Liste des églises des Alpes-Maritimes
La liste des églises des Alpes-Maritimes recense de manière exhaustive les églises situées dans le département français des Alpes-Maritimes. Il est fait état des diverses protections dont elles peuvent bénéficier, et notamment les inscriptions et classements au titre des monuments historiques.
En ce qui concerne le culte catholique, toutes les églises sont situées dans le diocèse de Nice.

## Statistiques

### Nombres
Le département des Alpes-Maritimes comprend 163 communes au 1er janvier 2022.
Depuis 2020, le diocèse de Nice compte 44 paroisses.

## Classement
Le classement ci-après se fait par commune selon l'ordre alphabétique.
Il est fait état des diverses protections dont elles peuvent bénéficier, et notamment les inscriptions et classements au titre des monuments historiques.

## Liste

### Église catholique
| Église                                                           | Commune                  | Adresse | Coordonnées                      | Notice         | Protection                                                | Date        | Illustration                                                     |
| ---------------------------------------------------------------- | ------------------------ | ------- | -------------------------------- | -------------- | --------------------------------------------------------- | ----------- | ---------------------------------------------------------------- |
| Église Saint-Raphaël d'Aiglun                                    | Aiglun                   |         | 43° 51′ 28″ nord, 6° 54′ 54″ est |                |                                                           |             | Église Saint-Raphaël d'Aiglun                                    |
| Église Sainte-Anne d'Amirat                                      | Amirat                   |         | 43° 53′ 22″ nord, 6° 49′ 21″ est |                |                                                           |             | Église Sainte-Anne d'Amirat                                      |
| Église Sainte-Marie de Thorenc                                   | Andon                    |         | 43° 48′ 21″ nord, 6° 48′ 21″ est |                |                                                           |             | Image manquante Téléverser                                       |
| Église Sainte-Claire d'Andon                                     | Andon                    |         | 43° 46′ 25″ nord, 6° 47′ 11″ est |                |                                                           |             | Église Sainte-Claire d'Andon                                     |
| Cathédrale Notre-Dame-de-la-Platea d'Antibes                     | Antibes                  |         | 43° 34′ 52″ nord, 7° 07′ 42″ est | « PA00080653 » | Classé MH                                                 | 1945        | Cathédrale Notre-Dame-de-la-Platea d'Antibes                     |
| Église Notre-Dame de la Garoupe                                  | Antibes                  |         | 43° 33′ 51″ nord, 7° 07′ 55″ est | « PA00080652 » | Inscrit MH                                                | 1926        | Église Notre-Dame de la Garoupe                                  |
| Église du Sacré-Cœur d'Antibes                                   | Antibes                  |         | 43° 34′ 47″ nord, 7° 07′ 05″ est |                |                                                           |             | Image manquante Téléverser                                       |
| Église Notre-Dame-de-la-Pinède de Juan-les-Pins                  | Antibes                  |         | 43° 34′ 01″ nord, 7° 07′ 01″ est |                |                                                           |             | Église Notre-Dame-de-la-Pinède de Juan-les-Pins                  |
| Église Notre-Dame-de-l'Assomption d'Antibes                      | Antibes                  |         | 43° 35′ 09″ nord, 7° 06′ 45″ est |                |                                                           |             | Église Notre-Dame-de-l'Assomption d'Antibes                      |
| Église Saint-Benoît de Cap d'Antibes                             | Antibes                  |         | 43° 33′ 15″ nord, 7° 07′ 44″ est |                |                                                           |             | Église Saint-Benoît de Cap d'Antibes                             |
| Église Sainte-Jeanne-d'Arc de Juan-les-Pins                      | Antibes                  |         | 43° 34′ 29″ nord, 7° 05′ 42″ est |                |                                                           |             | Église Sainte-Jeanne-d'Arc de Juan-les-Pins                      |
| Église Sainte-Marguerite des Semboules                           | Antibes                  |         | 43° 35′ 40″ nord, 7° 03′ 58″ est |                |                                                           |             | Image manquante Téléverser                                       |
| Église Saint-Joseph d'Azurville                                  | Antibes                  |         | 43° 36′ 01″ nord, 7° 07′ 22″ est |                |                                                           |             | Église Saint-Joseph d'Azurville                                  |
| Église Saint-Véran d'Ascros                                      | Ascros                   |         | 43° 55′ 14″ nord, 7° 00′ 52″ est |                |                                                           |             | Église Saint-Véran d'Ascros                                      |
| Église Saint-Jacques d'Aspremont                                 | Aspremont                |         | 43° 47′ 00″ nord, 7° 14′ 36″ est |                |                                                           |             | Église Saint-Jacques d'Aspremont                                 |
| Église Saint-Antoine d'Auribeau-sur-Siagne                       | Auribeau-sur-Siagne      |         | 43° 36′ 55″ nord, 6° 54′ 56″ est |                |                                                           |             | Église Saint-Antoine d'Auribeau-sur-Siagne                       |
| Église Notre-Dame-de-Valcluse                                    | Auribeau-sur-Siagne      |         | 43° 36′ 53″ nord, 6° 55′ 19″ est |                |                                                           |             | Église Notre-Dame-de-Valcluse                                    |
| Église Saint-Pierre d'Auvare                                     | Auvare                   |         | 43° 59′ 16″ nord, 6° 54′ 28″ est |                |                                                           |             | Église Saint-Pierre d'Auvare                                     |
| Église Sainte-Marguerite de Bairols                              | Bairols                  |         | 43° 58′ 57″ nord, 7° 07′ 38″ est |                |                                                           |             | Église Sainte-Marguerite de Bairols                              |
| Église du Sacré-Cœur de Beaulieu-sur-Mer                         | Beaulieu-sur-Mer         |         | 43° 42′ 37″ nord, 7° 20′ 07″ est | « IA06001028 » |                                                           |             | Église du Sacré-Cœur de Beaulieu-sur-Mer                         |
| Église Saint-Joseph de Beausoleil                                | Beausoleil               |         | 43° 44′ 53″ nord, 7° 25′ 29″ est |                |                                                           |             | Église Saint-Joseph de Beausoleil                                |
| Église Saint-Pierre-et-Saint-Paul de Belvédère                   | Belvédère                |         | 44° 00′ 52″ nord, 7° 19′ 28″ est |                |                                                           |             | Image manquante Téléverser                                       |
| Église Notre-Dame du Rosaire de Bendejun                         | Bendejun                 |         | 43° 50′ 10″ nord, 7° 17′ 32″ est |                |                                                           |             | Église Notre-Dame du Rosaire de Bendejun                         |
| Église Saint-Laurent de Berre-les-Alpes                          | Berre-les-Alpes          |         | 43° 49′ 52″ nord, 7° 19′ 43″ est |                |                                                           |             | Église Saint-Laurent de Berre-les-Alpes                          |
| Église Saint-Jean-Baptiste de Beuil                              | Beuil                    |         | 44° 05′ 41″ nord, 6° 59′ 18″ est |                |                                                           |             | Église Saint-Jean-Baptiste de Beuil                              |
| Église Sainte-Marie-Madeleine de Biot                            | Biot                     |         | 43° 37′ 36″ nord, 7° 05′ 58″ est | « PA00080668 » | Classé MH                                                 | 1984        | Église Sainte-Marie-Madeleine de Biot                            |
| Église Saint-Pierre de Blausasc                                  | Blausasc                 |         | 43° 48′ 20″ nord, 7° 21′ 55″ est |                |                                                           |             | Église Saint-Pierre de Blausasc                                  |
| Église Saint-Benoît de Bonson                                    | Bonson                   |         | 43° 51′ 46″ nord, 7° 11′ 17″ est |                |                                                           |             | Église Saint-Benoît de Bonson                                    |
| Église Notre-Dame-de-l'Assomption de Bouyon                      | Bouyon                   |         | 43° 49′ 32″ nord, 7° 07′ 24″ est | « IA00128062 » |                                                           |             | Église Notre-Dame-de-l'Assomption de Bouyon                      |
| Église Sancta-Maria-in-Albis                                     | Breil-sur-Roya           |         | 43° 56′ 17″ nord, 7° 30′ 51″ est | « PA00080676 » | Classé MH                                                 | 1978        | Église Sancta-Maria-in-Albis                                     |
| Église Saint-Marc de Piène Haute                                 | Breil-sur-Roya           |         | 43° 54′ 11″ nord, 7° 30′ 56″ est | « PA00080675 » | Inscrit MH                                                | 1987        | Église Saint-Marc de Piène Haute                                 |
| Église Saint-Michel de Libre                                     | Breil-sur-Roya           |         | 43° 54′ 20″ nord, 7° 31′ 50″ est |                |                                                           |             | Image manquante Téléverser                                       |
| Église Notre-Dame-de-l'Assomption de Briançonnet                 | Briançonnet              |         | 43° 51′ 54″ nord, 6° 45′ 32″ est |                |                                                           |             | Église Notre-Dame-de-l'Assomption de Briançonnet                 |
| Église Notre-Dame-du-Mont-Carmel du Prignolet                    | Briançonnet              |         | 43° 51′ 54″ nord, 6° 42′ 37″ est |                |                                                           |             | Image manquante Téléverser                                       |
| Église Sainte-Anne de la Sagne                                   | Briançonnet              |         | 43° 52′ 52″ nord, 6° 41′ 20″ est |                |                                                           |             | Image manquante Téléverser                                       |
| Église Saint-Martin de Bézaudun-les-Alpes                        | Bézaudun-les-Alpes       |         | 43° 48′ 32″ nord, 7° 05′ 47″ est |                |                                                           |             | Église Saint-Martin de Bézaudun-les-Alpes                        |
| Église Notre-Dame-de-l'Assomption de Cabris                      | Cabris                   |         | 43° 39′ 21″ nord, 6° 52′ 29″ est |                |                                                           |             | Église Notre-Dame-de-l'Assomption de Cabris                      |
| Église Saint-Pierre-Saint-Paul de Cagnes-sur-Mer                 | Cagnes-sur-Mer           |         | 43° 39′ 50″ nord, 7° 08′ 54″ est |                |                                                           |             | Église Saint-Pierre-Saint-Paul de Cagnes-sur-Mer                 |
| Église Sainte-Famille de Cagnes-sur-Mer                          | Cagnes-sur-Mer           |         | 43° 39′ 45″ nord, 7° 09′ 02″ est |                |                                                           |             | Image manquante Téléverser                                       |
| Église Notre-Dame-de-la-Mer de Cros-de-Cagnes                    | Cagnes-sur-Mer           |         | 43° 39′ 31″ nord, 7° 09′ 50″ est |                |                                                           |             | Image manquante Téléverser                                       |
| Église Saint-Étienne de Caille                                   | Caille                   |         | 43° 46′ 44″ nord, 6° 43′ 47″ est |                |                                                           |             | Église Saint-Étienne de Caille                                   |
| Église Notre-Dame-de-l'Espérance                                 | Cannes                   |         | 43° 33′ 01″ nord, 7° 00′ 37″ est | « PA00080689 » | Classé MH                                                 | 1937        | Église Notre-Dame-de-l'Espérance                                 |
| Église Saint-Michel-Archange de Cannes                           | Cannes                   |         | 43° 32′ 46″ nord, 7° 02′ 23″ est |                |                                                           |             | Église Saint-Michel-Archange de Cannes                           |
| Église du Christ-Roi de Cannes                                   | Cannes                   |         | 43° 33′ 49″ nord, 7° 01′ 00″ est |                |                                                           |             | Image manquante Téléverser                                       |
| Église Notre-Dame de Bon Voyage de Cannes                        | Cannes                   |         | 43° 33′ 06″ nord, 7° 01′ 07″ est |                |                                                           |             | Église Notre-Dame de Bon Voyage de Cannes                        |
| Église Notre-Dame des Pins de Cannes                             | Cannes                   |         | 43° 32′ 47″ nord, 7° 02′ 19″ est | « IA06000078 » |                                                           |             | Église Notre-Dame des Pins de Cannes                             |
| Église du Sacré-Cœur du Prado                                    | Cannes                   |         | 43° 33′ 30″ nord, 7° 01′ 27″ est |                |                                                           |             | Image manquante Téléverser                                       |
| Église Saint-Georges de Cannes                                   | Cannes                   |         | 43° 33′ 05″ nord, 7° 02′ 27″ est | « PA06000057 » | Inscrit MH                                                | 2020        | Image manquante Téléverser                                       |
| Église Saint-Joseph de Cannes                                    | Cannes                   |         | 43° 33′ 23″ nord, 7° 00′ 29″ est |                |                                                           |             | Image manquante Téléverser                                       |
| Église Saint-Paul de Cannes                                      | Cannes                   |         | 43° 33′ 41″ nord, 7° 01′ 17″ est |                |                                                           |             | Image manquante Téléverser                                       |
| Église Saint-Roch de Cannes                                      | Cannes                   |         | 43° 33′ 04″ nord, 7° 00′ 31″ est |                |                                                           |             | Église Saint-Roch de Cannes                                      |
| Église Sainte-Marguerite de la Bocca                             | Cannes                   |         | 43° 32′ 56″ nord, 6° 58′ 52″ est |                |                                                           |             | Image manquante Téléverser                                       |
| Église Saint-Jean-Bosco de Ranguin                               | Cannes                   |         | 43° 34′ 07″ nord, 6° 57′ 56″ est |                |                                                           |             | Image manquante Téléverser                                       |
| Église Saint-Joseph de Cantaron                                  | Cantaron                 |         | 43° 45′ 41″ nord, 7° 19′ 03″ est |                |                                                           |             | Église Saint-Joseph de Cantaron                                  |
| Église Notre-Dame du Cap Fleuri de Cap-d'Ail                     | Cap-d'Ail                |         | 43° 43′ 23″ nord, 7° 23′ 48″ est | « IA06000815 » |                                                           |             | Église Notre-Dame du Cap Fleuri de Cap-d'Ail                     |
| Église Notre-Dame des Selves de Carros                           | Carros                   |         | 43° 46′ 19″ nord, 7° 12′ 02″ est |                |                                                           |             | Église Notre-Dame des Selves de Carros                           |
| Église Saint-Claude de Carros                                    | Carros                   |         | 43° 47′ 33″ nord, 7° 11′ 10″ est |                |                                                           |             | Église Saint-Claude de Carros                                    |
| Église Saint-Paul de Carros                                      | Carros                   |         | 43° 46′ 13″ nord, 7° 11′ 45″ est |                |                                                           |             | Image manquante Téléverser                                       |
| Église primitive de Carros-Village                               | Carros                   |         | 43° 47′ 32″ nord, 7° 11′ 06″ est |                |                                                           |             | Église primitive de Carros-Village                               |
| Église Saint-Michel de Castagniers                               | Castagniers              |         | 43° 47′ 26″ nord, 7° 13′ 53″ est |                |                                                           |             | Église Saint-Michel de Castagniers                               |
| Église Saint-Pierre de Castellar                                 | Castellar                |         | 43° 48′ 11″ nord, 7° 29′ 48″ est |                |                                                           |             | Église Saint-Pierre de Castellar                                 |
| Église Saint-Julien de Castillon                                 | Castillon                |         | 43° 50′ 00″ nord, 7° 28′ 21″ est |                |                                                           |             | Église Saint-Julien de Castillon                                 |
| Église Saint-Julien du col de Castillon                          | Castillon                |         | 43° 50′ 36″ nord, 7° 27′ 35″ est |                |                                                           |             | Image manquante Téléverser                                       |
| Église Saint-Lambert de Caussols                                 | Caussols                 |         | 43° 44′ 35″ nord, 6° 53′ 59″ est |                |                                                           |             | Église Saint-Lambert de Caussols                                 |
| Église Notre-Dame du Brusc                                       | Châteauneuf-Grasse       |         | 43° 39′ 15″ nord, 6° 59′ 07″ est | « PA00080703 » | Classé MH                                                 | 1986        | Église Notre-Dame du Brusc                                       |
| Église Saint-Martin de Chateauneuf-Grasse                        | Châteauneuf-Grasse       |         | 43° 40′ 28″ nord, 6° 58′ 34″ est |                |                                                           |             | Église Saint-Martin de Chateauneuf-Grasse                        |
| Église Notre-Dame-de-l'Assomption de Villevieille                | Châteauneuf-Villevieille |         | 43° 48′ 32″ nord, 7° 17′ 47″ est | « PA00080702 » | Inscrit MH                                                | 1928        | Église Notre-Dame-de-l'Assomption de Villevieille                |
| Église Saint-Nicolas de Chateauneuf-d'Entraunes                  | Châteauneuf-d'Entraunes  |         | 44° 07′ 43″ nord, 6° 49′ 57″ est |                |                                                           |             | Église Saint-Nicolas de Chateauneuf-d'Entraunes                  |
| Église Saint-Mayeul de Cipières                                  | Cipières                 |         | 43° 47′ 00″ nord, 6° 57′ 20″ est | « PA00080705 » | Inscrit MH                                                | 1989        | Église Saint-Mayeul de Cipières                                  |
| Collégiale Sainte-Marie de Clans                                 | Clans                    |         | 43° 59′ 46″ nord, 7° 08′ 58″ est | « PA00080708 » | Classé MH                                                 | 2000        | Collégiale Sainte-Marie de Clans                                 |
| Église Saint-Jean-Baptiste de Coaraze                            | Coaraze                  |         | 43° 17′ 45″ nord, 7° 17′ 45″ est | « PA06000050 » | Inscrit MH                                                | 2018        | Église Saint-Jean-Baptiste de Coaraze                            |
| Église Saint-Roch de Collongues                                  | Collongues               |         | 43° 53′ 20″ nord, 6° 51′ 50″ est |                |                                                           |             | Église Saint-Roch de Collongues                                  |
| Église de la Nativité-de-Notre-Dame de Colomars                  | Colomars                 |         | 43° 45′ 29″ nord, 7° 13′ 10″ est |                |                                                           |             | Église de la Nativité-de-Notre-Dame de Colomars                  |
| Église Saint-Laurent de Consegudes                               | Conségudes               |         | 43° 50′ 37″ nord, 7° 02′ 55″ est |                |                                                           |             | Image manquante Téléverser                                       |
| Église Sainte-Marie-Madeleine de Contes                          | Contes                   |         | 43° 48′ 42″ nord, 7° 18′ 53″ est | « PA00080712 » | Inscrit MH                                                | 1943        | Église Sainte-Marie-Madeleine de Contes                          |
| Église Saint-Joseph de Contes                                    | Contes                   |         | 43° 48′ 47″ nord, 7° 18′ 51″ est |                |                                                           |             | Église Saint-Joseph de Contes                                    |
| Église Saint-Maurice de la Pointe de Contes                      | Contes                   |         | 43° 46′ 59″ nord, 7° 20′ 17″ est |                |                                                           |             | Image manquante Téléverser                                       |
| Église Sainte-Hélène de Sclos de Contes                          | Contes                   |         | 43° 48′ 48″ nord, 7° 20′ 33″ est |                |                                                           |             | Image manquante Téléverser                                       |
| Église Saints-Pierre-et-Paul de la Vernéa                        | Contes                   |         | 43° 48′ 13″ nord, 7° 20′ 18″ est |                |                                                           |             | Image manquante Téléverser                                       |
| Église Saint-Felix de Courmes                                    | Courmes                  |         | 43° 44′ 38″ nord, 7° 00′ 32″ est |                |                                                           |             | Image manquante Téléverser                                       |
| Église Sainte-Marie-Madeleine de Coursegoules                    | Coursegoules             |         | 43° 47′ 40″ nord, 7° 02′ 24″ est | « PA00080716 » | Inscrit MH                                                | 1982        | Église Sainte-Marie-Madeleine de Coursegoules                    |
| Église Saint-Victor de Cuebris                                   | Cuébris                  |         | 43° 53′ 13″ nord, 7° 01′ 10″ est |                |                                                           |             | Image manquante Téléverser                                       |
| Église Notre-Dame de la Consolation de Cuebris                   | Cuébris                  |         | à géolocaliser                   |                |                                                           |             | Image manquante Téléverser                                       |
| Église Saint-Célestin de Daluis                                  | Daluis                   |         | 44° 01′ 22″ nord, 6° 48′ 38″ est |                |                                                           |             | Image manquante Téléverser                                       |
| Église Saint-Jean-Baptiste de Drap                               | Drap                     |         | 43° 45′ 18″ nord, 7° 19′ 13″ est |                |                                                           |             | Église Saint-Jean-Baptiste de Drap                               |
| Église Notre-Dame-de-l'Assomption de Duranus                     | Duranus                  |         | 43° 53′ 42″ nord, 7° 15′ 29″ est |                |                                                           |             | Église Notre-Dame-de-l'Assomption de Duranus                     |
| Église de la Nativité-de-la-Vierge-Marie d'Entraunes             | Entraunes                |         | 44° 11′ 18″ nord, 6° 44′ 54″ est |                |                                                           |             | Église de la Nativité-de-la-Vierge-Marie d'Entraunes             |
| Église Saint-Martin d'Escragnolles                               | Escragnolles             |         | 43° 43′ 49″ nord, 6° 47′ 00″ est |                |                                                           |             | Église Saint-Martin d'Escragnolles                               |
| Église Notre-Dame-de-la-Nativité de Falicon                      | Falicon                  |         | 43° 44′ 56″ nord, 7° 16′ 45″ est |                |                                                           |             | Église Notre-Dame-de-la-Nativité de Falicon                      |
| Église Notre-Dame-de-la-Visitation de Fontan                     | Fontan                   |         | 44° 00′ 15″ nord, 7° 33′ 15″ est | « PA00080721 » | Classé MH                                                 | 1949        | Église Notre-Dame-de-la-Visitation de Fontan                     |
| Église Saint-Sauveur de Gars                                     | Gars                     |         | 43° 51′ 57″ nord, 6° 48′ 11″ est | « PA00080723 » | Classé MH                                                 | 1949        | Église Saint-Sauveur de Gars                                     |
| Église Saint-Nicolas de Gattières                                | Gattières                |         | 43° 45′ 40″ nord, 7° 10′ 34″ est |                |                                                           |             | Église Saint-Nicolas de Gattières                                |
| Église Notre-Dame-de-l'Assomption de Gilette                     | Gilette                  |         | 43° 51′ 01″ nord, 7° 09′ 48″ est |                |                                                           |             | Église Notre-Dame-de-l'Assomption de Gilette                     |
| Église Saint-Barthélemy de Gorbio                                | Gorbio                   |         | 43° 47′ 11″ nord, 7° 26′ 42″ est |                |                                                           |             | Église Saint-Barthélemy de Gorbio                                |
| Église Saint-Vincent de Gourdon                                  | Gourdon                  |         | 43° 43′ 11″ nord, 6° 58′ 43″ est | « PA00080726 » | Inscrit MH                                                | 1931        | Église Saint-Vincent de Gourdon                                  |
| Cathédrale Notre-Dame-du-Puy de Grasse                           | Grasse                   |         | 43° 39′ 28″ nord, 6° 55′ 29″ est | « PA00080727 » | Classé MH                                                 | 1920        | Cathédrale Notre-Dame-du-Puy de Grasse                           |
| Église de l'Oratoire de Grasse                                   | Grasse                   |         | 43° 39′ 35″ nord, 6° 55′ 25″ est | « PA00080729 » | Inscrit MH                                                | 1941        | Église de l'Oratoire de Grasse                                   |
| Église Saint-Laurent-de-Magagnosc de Grasse                      | Grasse                   |         | 43° 40′ 48″ nord, 6° 57′ 38″ est | « PA00080730 » | Inscrit MH                                                | 1968        | Église Saint-Laurent-de-Magagnosc de Grasse                      |
| Église Notre-Dame-des-Chênes de Grasse                           | Grasse                   |         | 43° 38′ 01″ nord, 6° 54′ 04″ est |                |                                                           |             | Image manquante Téléverser                                       |
| Église Saint-Antoine de Grasse                                   | Grasse                   |         | 43° 38′ 37″ nord, 6° 55′ 51″ est |                |                                                           |             | Image manquante Téléverser                                       |
| Église Saint-Christophe de Grasse                                | Grasse                   |         | 43° 38′ 52″ nord, 6° 55′ 54″ est |                |                                                           |             | Image manquante Téléverser                                       |
| Église Saint-Claude de Grasse                                    | Grasse                   |         | 43° 38′ 59″ nord, 6° 55′ 51″ est |                |                                                           |             | Image manquante Téléverser                                       |
| Église Saint-Jacques de Saint-Jacques (Alpes-Maritimes)          | Grasse                   |         | à géolocaliser                   |                |                                                           |             | Image manquante Téléverser                                       |
| Église de la Visitation-Sainte-Marie de Grasse                   | Grasse                   |         | 43° 39′ 27″ nord, 6° 55′ 33″ est |                |                                                           |             | Image manquante Téléverser                                       |
| Église Saint-Pancrace de Plascassier                             | Grasse                   |         | 43° 38′ 32″ nord, 6° 58′ 41″ est |                |                                                           |             | Image manquante Téléverser                                       |
| Église Sainte-Hélène de Plan-de-Grasse                           | Grasse                   |         | 43° 38′ 31″ nord, 6° 57′ 37″ est |                |                                                           |             | Église Sainte-Hélène de Plan-de-Grasse                           |
| Église Saint-Pierre de Gréolières                                | Gréolières               |         | 43° 47′ 43″ nord, 6° 56′ 35″ est | « PA00080746 » | Inscrit MH                                                | 1984        | Église Saint-Pierre de Gréolières                                |
| Église Saint-Étienne de Gréolières                               | Gréolières               |         | 43° 47′ 54″ nord, 6° 56′ 40″ est | « PA00080744 » | Classé MH                                                 | 1983        | Église Saint-Étienne de Gréolières                               |
| Église Saint-Étienne de Guillaumes                               | Guillaumes               |         | 44° 05′ 20″ nord, 6° 51′ 13″ est |                |                                                           |             | Église Saint-Étienne de Guillaumes                               |
| Église Saint-Brice de Saint-Brès                                 | Guillaumes               |         | 44° 05′ 13″ nord, 6° 53′ 55″ est |                |                                                           |             | Image manquante Téléverser                                       |
| Église Notre-Dame-des-Neiges d'Amen                              | Guillaumes               |         | à géolocaliser                   |                |                                                           |             | Image manquante Téléverser                                       |
| Église Sainte Elisabeth de Barels                                | Guillaumes               |         | à géolocaliser                   |                |                                                           |             | Image manquante Téléverser                                       |
| Église Saint-Michel d'Ilonse                                     | Ilonse                   |         | 44° 01′ 56″ nord, 7° 05′ 59″ est |                |                                                           |             | Église Saint-Michel d'Ilonse                                     |
| Église Notre-Dame de Vie d'Isola                                 | Isola                    |         | 44° 11′ 12″ nord, 7° 09′ 27″ est |                |                                                           |             | Image manquante Téléverser                                       |
| Église Saint-Pierre-ès-Liens d'Isola                             | Isola                    |         | 44° 11′ 10″ nord, 7° 02′ 59″ est |                |                                                           |             | Image manquante Téléverser                                       |
| Église Saint-Pierre-ès-Liens de l'Escarène                       | L'Escarène               |         | 44° 50′ 02″ nord, 7° 21′ 19″ est | « PA00080718 » | Classé MH                                                 | 1978        | Église Saint-Pierre-ès-Liens de l'Escarène                       |
| Église Saint-Laurent de La Bollene-Vesubie                       | La Bollène-Vésubie       |         | 43° 59′ 23″ nord, 7° 19′ 52″ est |                |                                                           |             | Image manquante Téléverser                                       |
| Collégiale Saint-Martin de La Brigue                             | La Brigue                |         | 44° 03′ 46″ nord, 7° 36′ 49″ est | « PA00080684 » | Classé MH                                                 | 1949        | Collégiale Saint-Martin de La Brigue                             |
| Église Saint-Jacques de Morignole                                | La Brigue                |         | 44° 05′ 16″ nord, 7° 38′ 59″ est |                |                                                           |             | Image manquante Téléverser                                       |
| Église Saint-Jacques-le-Majeur de La Colle-sur-Loup              | La Colle-sur-Loup        |         | 43° 41′ 13″ nord, 7° 06′ 21″ est |                |                                                           |             | Église Saint-Jacques-le-Majeur de La Colle-sur-Loup              |
| Église Saint-Michel de La Croix-sur-Roudoule                     | La Croix-sur-Roudoule    |         | 43° 59′ 16″ nord, 6° 52′ 29″ est |                |                                                           |             | Image manquante Téléverser                                       |
| Église Sainte-Victoire de La Gaude                               | La Gaude                 |         | 43° 43′ 27″ nord, 7° 09′ 46″ est |                |                                                           |             | Église Sainte-Victoire de La Gaude                               |
| Église Saint-Pierre de La Penne                                  | La Penne                 |         | 43° 55′ 41″ nord, 6° 56′ 50″ est |                |                                                           |             | Église Saint-Pierre de La Penne                                  |
| Église Sainte-Pétronille de Roquestéron-Grasse                   | La Roque-en-Provence     |         | 43° 52′ 19″ nord, 7° 00′ 18″ est | « PA00080825 » | Inscrit MH                                                | 1942        | Église Sainte-Pétronille de Roquestéron-Grasse                   |
| Église Saint-Georges de La Roquette-sur-Siagne                   | La Roquette-sur-Siagne   |         | 43° 35′ 05″ nord, 6° 56′ 52″ est |                |                                                           |             | Église Saint-Georges de La Roquette-sur-Siagne                   |
| Église Saint-Jean-Baptiste de La Roquette-sur-Siagne             | La Roquette-sur-Siagne   |         | 43° 35′ 05″ nord, 6° 56′ 52″ est |                |                                                           |             | Image manquante Téléverser                                       |
| Église Saint-Pierre de La Roquette-sur-Var                       | La Roquette-sur-Var      |         | 43° 49′ 42″ nord, 7° 11′ 59″ est |                |                                                           |             | Église Saint-Pierre de La Roquette-sur-Var                       |
| Église Saint-Martin de La Tour                                   | La Tour                  |         | 43° 58′ 03″ nord, 7° 09′ 01″ est | « PA00080884 » | Classé MH                                                 | 1943        | Église Saint-Martin de La Tour                                   |
| Église Saint-Barnabé de La Tour                                  | La Tour                  |         | 43° 57′ 36″ nord, 7° 09′ 29″ est |                |                                                           |             | Image manquante Téléverser                                       |
| Église Notre-Dame de Laghet                                      | La Trinité               |         | 43° 44′ 31″ nord, 7° 18′ 50″ est | « PA00080888 » | Inscrit MH                                                | 1931        | Église Notre-Dame de Laghet                                      |
| Église de la Très-Sainte-Trinité de La Trinité                   | La Trinité               |         | 43° 44′ 37″ nord, 7° 18′ 52″ est | « PA06000025 » | Inscrit MH                                                | 2004        | Image manquante Téléverser                                       |
| Église Saint-Michel de La Turbie                                 | La Turbie                |         | 43° 44′ 41″ nord, 7° 24′ 03″ est | « PA00080891 » | Classé MH                                                 | 1938        | Église Saint-Michel de La Turbie                                 |
| Église Saint-Pons de Lantosque                                   | Lantosque                |         | 43° 58′ 28″ nord, 7° 18′ 41″ est |                |                                                           |             | Église Saint-Pons de Lantosque                                   |
| Église Saint-Arnoux de Loda                                      | Lantosque                |         | 43° 56′ 45″ nord, 7° 17′ 50″ est |                |                                                           |             | Image manquante Téléverser                                       |
| Église Saint-Colomban de Saint-Colomban (Alpes-Maritimes)        | Lantosque                |         | 43° 57′ 12″ nord, 7° 19′ 27″ est |                |                                                           |             | Image manquante Téléverser                                       |
| Église Notre-Dame-des-Anges de Pélasque                          | Lantosque                |         | 43° 57′ 19″ nord, 7° 16′ 47″ est |                |                                                           |             | Image manquante Téléverser                                       |
| Église Saint-Jacques-le-Majeur du Bar-sur-Loup                   | Le Bar-sur-Loup          |         | 43° 42′ 06″ nord, 6° 59′ 23″ est | « PA00080661 » | Inscrit MH                                                | 1940        | Église Saint-Jacques-le-Majeur du Bar-sur-Loup                   |
| Église Sainte-Marie-Madeleine du Broc                            | Le Broc                  |         | 43° 42′ 06″ nord, 6° 59′ 23″ est |                |                                                           |             | Image manquante Téléverser                                       |
| Église Sainte-Catherine du Cannet                                | Le Cannet                |         | 43° 34′ 24″ nord, 7° 01′ 03″ est | « PA00080698 » | Inscrit MH                                                | 1926        | Église Sainte-Catherine du Cannet                                |
| Église Saint-Charles du Cannet                                   | Le Cannet                |         | 43° 34′ 09″ nord, 7° 00′ 21″ est |                |                                                           |             | Image manquante Téléverser                                       |
| Église Sainte-Philomène du Cannet                                | Le Cannet                |         | 43° 34′ 35″ nord, 7° 01′ 14″ est |                |                                                           |             | Église Sainte-Philomène du Cannet                                |
| Église Saint-Jean-Baptiste de l'Aubarède                         | Le Cannet                |         | 43° 34′ 04″ nord, 6° 58′ 53″ est |                |                                                           |             | Image manquante Téléverser                                       |
| Église Notre-Dame du Mas                                         | Le Mas                   |         | 43° 50′ 37″ nord, 6° 51′ 30″ est | « PA00080759 » | Inscrit MH                                                | 1937        | Église Notre-Dame du Mas                                         |
| Église Saint-Pons du Rouret                                      | Le Rouret                |         | 43° 40′ 27″ nord, 7° 00′ 25″ est |                |                                                           |             | Église Saint-Pons du Rouret                                      |
| Église Saint-Jean Cassien du Tignet                              | Le Tignet                |         | 43° 38′ 04″ nord, 6° 51′ 19″ est |                |                                                           |             | Image manquante Téléverser                                       |
| Église Saint-Hilaire du Tignet                                   | Le Tignet                |         | à géolocaliser                   |                |                                                           |             | Image manquante Téléverser                                       |
| Église Saint-Jacques des Ferres                                  | Les Ferres               |         | à géolocaliser                   |                |                                                           |             | Église Saint-Jacques des Ferres                                  |
| Église Saint-Martin des Mujouls                                  | Les Mujouls              |         | 43° 53′ 02″ nord, 6° 51′ 39″ est |                |                                                           |             | Église Saint-Martin des Mujouls                                  |
| Abbaye de la Madone-des-Prés                                     | Levens                   |         | 43° 51′ 07″ nord, 7° 14′ 17″ est | « PA00080749 » | Classé MH Le chevet et le crypte de l'église              | 1965        | Abbaye de la Madone-des-Prés                                     |
| Église Saint-Antonin de Levens                                   | Levens                   |         | 43° 51′ 37″ nord, 7° 13′ 27″ est | « PA00080750 » | Inscrit MH                                                | 1941        | Église Saint-Antonin de Levens                                   |
| Église Sainte-Anne du Plan-du-Var                                | Levens                   |         | 43° 51′ 24″ nord, 7° 11′ 50″ est |                |                                                           |             | Église Sainte-Anne du Plan-du-Var                                |
| Église de la Nativité-de-Notre-Dame de Lieuche                   | Lieuche                  |         | 43° 59′ 44″ nord, 7° 00′ 58″ est | « PA00080753 » | Inscrit MH                                                | 1989        | Église de la Nativité-de-Notre-Dame de Lieuche                   |
| Église Sainte-Marguerite de Lucéram                              | Lucéram                  |         | 43° 52′ 58″ nord, 7° 21′ 33″ est | « PA00080757 » | Classé MH                                                 | 1983        | Église Sainte-Marguerite de Lucéram                              |
| Église Notre-Dame-de-la-Paix de Luceram                          | Lucéram                  |         | 43° 52′ 58″ nord, 7° 21′ 33″ est |                |                                                           |             | Image manquante Téléverser                                       |
| Église Notre-Dame-de-l'Assomption de Malaussène                  | Malaussène               |         | 43° 55′ 38″ nord, 7° 07′ 52″ est |                |                                                           |             | Image manquante Téléverser                                       |
| Église Notre-Dame-de-l'Assomption de Mandelieu-la-Napoule        | Mandelieu-la-Napoule     |         | 43° 32′ 04″ nord, 6° 54′ 37″ est |                |                                                           |             | Image manquante Téléverser                                       |
| Église Notre-Dame des Mimosas de Mandelieu-la-Napoule            | Mandelieu-la-Napoule     |         | 43° 32′ 04″ nord, 6° 54′ 37″ est |                |                                                           |             | Image manquante Téléverser                                       |
| Église Notre-Dame-du-Liban de Mandelieu-la-Napoule               | Mandelieu-la-Napoule     |         | 43° 32′ 46″ nord, 6° 56′ 18″ est |                |                                                           |             | Image manquante Téléverser                                       |
| Église Saint-Pons de Mandelieu-la-Napoule                        | Mandelieu-la-Napoule     |         | 43° 33′ 20″ nord, 6° 56′ 15″ est |                |                                                           |             | Image manquante Téléverser                                       |
| Église Saint-Pons de Marie                                       | Marie                    |         | 44° 01′ 57″ nord, 7° 08′ 06″ est |                |                                                           |             | Église Saint-Pons de Marie                                       |
| Église Saint-Martin de Massoins                                  | Massoins                 |         | 43° 56′ 29″ nord, 7° 07′ 32″ est |                |                                                           |             | Image manquante Téléverser                                       |
| Basilique Saint-Michel-Archange de Menton                        | Menton                   |         | 43° 46′ 37″ nord, 7° 30′ 26″ est | « PA00080762 » | Classé MH                                                 | 1947        | Basilique Saint-Michel-Archange de Menton                        |
| Église de la Miséricorde de Menton                               | Menton                   |         | 43° 46′ 34″ nord, 7° 30′ 21″ est |                |                                                           |             | Église de la Miséricorde de Menton                               |
| Église du Sacré-Cœur de Menton                                   | Menton                   |         | 43° 46′ 23″ nord, 7° 29′ 44″ est |                |                                                           |             | Église du Sacré-Cœur de Menton                                   |
| Église Saint-Laurent de Menton                                   | Menton                   |         | 43° 47′ 07″ nord, 7° 31′ 13″ est |                |                                                           |             | Église Saint-Laurent de Menton                                   |
| Église Saint-Roman de Menton                                     | Menton                   |         | 43° 46′ 44″ nord, 7° 30′ 20″ est |                |                                                           |             | Image manquante Téléverser                                       |
| Église Sainte-Jeanne-d'Arc de Menton                             | Menton                   |         | 43° 49′ 03″ nord, 7° 29′ 15″ est |                |                                                           |             | Image manquante Téléverser                                       |
| Église Saint-Honoré de Monti                                     | Menton                   |         | à géolocaliser                   |                |                                                           |             | Image manquante Téléverser                                       |
| Église Saint-André de Mouans-Sartoux                             | Mouans-Sartoux           |         | 43° 37′ 14″ nord, 6° 58′ 14″ est |                |                                                           |             | Église Saint-André de Mouans-Sartoux                             |
| Église Saint-Jacques-le-Majeur de Mougins                        | Mougins                  |         | 43° 36′ 01″ nord, 6° 59′ 43″ est |                |                                                           |             | Église Saint-Jacques-le-Majeur de Mougins                        |
| Église Saint-Bernard de Moulinet                                 | Moulinet                 |         | 43° 56′ 32″ nord, 7° 24′ 48″ est |                |                                                           |             | Église Saint-Bernard de Moulinet                                 |
| Église Notre-Dame de la Menour de Moulinet                       | Moulinet                 |         | 43° 56′ 32″ nord, 7° 24′ 48″ est |                |                                                           |             | Image manquante Téléverser                                       |
| Église de l'Annonciation de Nice                                 | Nice                     |         | 43° 41′ 46″ nord, 7° 16′ 35″ est | « PA00080783 » | Classé MH                                                 | 1942        | Église de l'Annonciation de Nice                                 |
| Cathédrale Sainte-Réparate de Nice                               | Nice                     |         | 43° 41′ 50″ nord, 7° 16′ 33″ est | « PA00080779 » | Classé MH                                                 | 1906        | Cathédrale Sainte-Réparate de Nice                               |
| Église Notre-Dame-Auxiliatrice de Nice                           | Nice                     |         | 43° 42′ 33″ nord, 7° 16′ 52″ est | « PA06000013 » | Classé MH                                                 | 2017        | Église Notre-Dame-Auxiliatrice de Nice                           |
| Basilique Notre-Dame de Nice                                     | Nice                     |         | 43° 42′ 11″ nord, 7° 15′ 57″ est |                |                                                           |             | Basilique Notre-Dame de Nice                                     |
| Ancienne Cathédrale Sainte-Marie du château de Nice              | Nice                     |         | 43° 41′ 45″ nord, 7° 16′ 52″ est |                |                                                           |             | Ancienne Cathédrale Sainte-Marie du château de Nice              |
| Église Sainte-Jeanne-d'Arc de Nice                               | Nice                     |         | 43° 42′ 48″ nord, 7° 15′ 45″ est | « PA00080940 » | Classé MH                                                 | 1992        | Église Sainte-Jeanne-d'Arc de Nice                               |
| Église Notre-Dame-des-Grâces de Nice                             | Nice                     |         | 43° 42′ 03″ nord, 7° 16′ 35″ est |                |                                                           |             | Église Notre-Dame-des-Grâces de Nice                             |
| Église Notre-Dame-du-Port de Nice                                | Nice                     |         | 43° 41′ 56″ nord, 7° 17′ 07″ est | « PA00080957 » | Inscrit MH                                                | 1991        | Église Notre-Dame-du-Port de Nice                                |
| Église Saint-François-de-Paule de Nice                           | Nice                     |         | 43° 41′ 46″ nord, 7° 16′ 20″ est |                |                                                           |             | Église Saint-François-de-Paule de Nice                           |
| Église Saint-Jacques-le-Majeur de Nice                           | Nice                     |         | 43° 41′ 48″ nord, 7° 16′ 38″ est | « PA00080791 » | Classé MH                                                 | 1971        | Église Saint-Jacques-le-Majeur de Nice                           |
| Église Saint-Martin-Saint-Augustin de Nice                       | Nice                     |         | 43° 41′ 59″ nord, 7° 16′ 46″ est | « PA00080792 » | Classé MH                                                 | 1946        | Église Saint-Martin-Saint-Augustin de Nice                       |
| Église Saint-Roch de Nice                                        | Nice                     |         | 43° 42′ 45″ nord, 7° 17′ 30″ est | « PA00080793 » | Classé MH                                                 | 1984        | Église Saint-Roch de Nice                                        |
| Église Saint-Roman de Bellet                                     | Nice                     |         | 43° 44′ 41″ nord, 7° 12′ 52″ est |                |                                                           |             | Église Saint-Roman de Bellet                                     |
| Église Sainte-Thérèse-de-l'Enfant-Jésus de Nice                  | Nice                     |         | 43° 41′ 39″ nord, 7° 14′ 41″ est |                |                                                           |             | Église Sainte-Thérèse-de-l'Enfant-Jésus de Nice                  |
| Église Saint-Sauveur de Gairaut                                  | Nice                     |         | 43° 44′ 14″ nord, 7° 15′ 32″ est | « PA00080789 » | Inscrit MH                                                | 1951        | Église Saint-Sauveur de Gairaut                                  |
| Église Sainte-Hélène de Nice                                     | Nice                     |         | 43° 41′ 07″ nord, 7° 14′ 06″ est | « PA00080790 » | Inscrit MH                                                | 1951        | Église Sainte-Hélène de Nice                                     |
| Église Saint-Jean-l'Évangéliste de Nice                          | Nice                     |         | 43° 43′ 45″ nord, 7° 15′ 18″ est |                |                                                           |             | Église Saint-Jean-l'Évangéliste de Nice                          |
| Église Notre-Dame-du-Perpétuel-Secours de Nice                   | Nice                     |         | 43° 41′ 30″ nord, 7° 17′ 46″ est |                |                                                           |             | Église Notre-Dame-du-Perpétuel-Secours de Nice                   |
| Église Saint-Pierre-d'Arène de Nice                              | Nice                     |         | 43° 41′ 45″ nord, 7° 15′ 26″ est |                |                                                           |             | Église Saint-Pierre-d'Arène de Nice                              |
| Église Notre-Dame-de-Lourdes de Nice                             | Nice                     |         | 43° 40′ 10″ nord, 7° 13′ 13″ est |                |                                                           |             | Image manquante Téléverser                                       |
| Église Notre-Dame-de-Bon-Conseil de Nice                         | Nice                     |         | 43° 42′ 23″ nord, 7° 17′ 40″ est |                |                                                           |             | Image manquante Téléverser                                       |
| Église Notre-Dame-de-Bon-Voyage de Nice                          | Nice                     |         | 43° 43′ 22″ nord, 7° 17′ 20″ est |                |                                                           |             | Image manquante Téléverser                                       |
| Église Notre-Dame-de-l'Assomption de Cimiez                      | Nice                     |         | 43° 43′ 12″ nord, 7° 16′ 45″ est |                |                                                           |             | Église Notre-Dame-de-l'Assomption de Cimiez                      |
| Église Notre-Dame-du-Rosaire de Saint-Isidore                    | Nice                     |         | 43° 42′ 40″ nord, 7° 11′ 45″ est |                |                                                           |             | Image manquante Téléverser                                       |
| Église Notre-Dame du Vallon-des-Fleurs                           | Nice                     |         | 43° 43′ 52″ nord, 7° 16′ 16″ est |                |                                                           |             | Image manquante Téléverser                                       |
| Église Saint-Antoine de Ginestière                               | Nice                     |         | 43° 42′ 26″ nord, 7° 12′ 59″ est |                |                                                           |             | Image manquante Téléverser                                       |
| Église Saint-Barthélemy de Nice                                  | Nice                     |         | 43° 43′ 06″ nord, 7° 15′ 17″ est |                |                                                           |             | Image manquante Téléverser                                       |
| Église Saint-Étienne de Nice                                     | Nice                     |         | 43° 42′ 27″ nord, 7° 15′ 32″ est |                |                                                           |             | Église Saint-Étienne de Nice                                     |
| Église Saint-François-d'Assise de Nice                           | Nice                     |         | 43° 43′ 34″ nord, 7° 14′ 50″ est |                |                                                           |             | Image manquante Téléverser                                       |
| Église Saint-Joseph de Nice                                      | Nice                     |         | 43° 42′ 14″ nord, 7° 17′ 03″ est |                |                                                           |             | Église Saint-Joseph de Nice                                      |
| Église Saint-Marc de Nice                                        | Nice                     |         | 43° 40′ 39″ nord, 7° 13′ 07″ est |                |                                                           |             | Image manquante Téléverser                                       |
| Église Saint-Pancrace de Nice                                    | Nice                     |         | 43° 44′ 39″ nord, 7° 14′ 28″ est |                |                                                           |             | Image manquante Téléverser                                       |
| Église Saint-Paul de Nice                                        | Nice                     |         | 43° 42′ 33″ nord, 7° 15′ 10″ est |                |                                                           |             | Image manquante Téléverser                                       |
| Église Saint-Pierre de l'Ariane                                  | Nice                     |         | 43° 44′ 17″ nord, 7° 18′ 23″ est |                |                                                           |             | Église Saint-Pierre de l'Ariane                                  |
| Église Saint-Sauveur de Las Planas                               | Nice                     |         | 43° 43′ 54″ nord, 7° 14′ 51″ est |                |                                                           |             | Image manquante Téléverser                                       |
| Église Sainte-Bernadette de Ventabrun                            | Nice                     |         | 43° 42′ 24″ nord, 7° 13′ 30″ est |                |                                                           |             | Image manquante Téléverser                                       |
| Église Sainte-Marie-Madeleine de Nice                            | Nice                     |         | 43° 42′ 33″ nord, 7° 13′ 51″ est |                |                                                           |             | Église Sainte-Marie-Madeleine de Nice                            |
| Église Sainte-Monique de Nice                                    | Nice                     |         | 43° 40′ 24″ nord, 7° 12′ 29″ est |                |                                                           |             | Image manquante Téléverser                                       |
| Église du Sacré-Cœur de Nice                                     | Nice                     |         | 43° 41′ 48″ nord, 7° 15′ 44″ est |                |                                                           |             | Église du Sacré-Cœur de Nice                                     |
| Église Sainte-Claire de la Gleia                                 | Nice                     |         | à géolocaliser                   |                |                                                           |             | Image manquante Téléverser                                       |
| Église Notre-Dame-de-France de Nice                              | Nice                     |         | 43° 42′ 19″ nord, 7° 18′ 05″ est |                |                                                           |             | Église Notre-Dame-de-France de Nice                              |
| Église Notre-Dame-de-France de Nice                              | Nice                     |         | 43° 42′ 19″ nord, 7° 18′ 05″ est |                |                                                           |             | Église Notre-Dame-de-France de Nice                              |
| Église Saint-Trophime d'Opio                                     | Opio                     |         | 43° 40′ 07″ nord, 6° 58′ 56″ est |                |                                                           |             | Église Saint-Trophime d'Opio                                     |
| Église Sainte-Marie-de-l'Assomption de Peille                    | Peille                   |         | 43° 48′ 18″ nord, 7° 24′ 14″ est | « PA00080812 » | Inscrit MH                                                | 1925        | Église Sainte-Marie-de-l'Assomption de Peille                    |
| Église Saint-Martin de Peille                                    | Peille                   |         | 43° 48′ 11″ nord, 7° 24′ 10″ est |                |                                                           |             | Image manquante Téléverser                                       |
| Église Saint-Augustin de Borghéas                                | Peillon                  |         | 43° 46′ 00″ nord, 7° 20′ 39″ est |                |                                                           |             | Image manquante Téléverser                                       |
| Église Saint-Sauveur de Peillon                                  | Peillon                  |         | 43° 46′ 41″ nord, 7° 22′ 57″ est |                |                                                           |             | Église Saint-Sauveur de Peillon                                  |
| Église Sainte-Thècle de Peillon                                  | Peillon                  |         | 43° 46′ 08″ nord, 7° 22′ 04″ est |                |                                                           |             | Église Sainte-Thècle de Peillon                                  |
| Église Saint-Roch de Peymeinade                                  | Peymeinade               |         | 43° 38′ 37″ nord, 6° 52′ 32″ est |                |                                                           |             | Image manquante Téléverser                                       |
| Église Saint-Sylvestre de Pierlas                                | Pierlas                  |         | 44° 01′ 53″ nord, 7° 02′ 08″ est |                |                                                           |             | Église Saint-Sylvestre de Pierlas                                |
| Église Saint-Sébastien-Saint-Martin de Pierrefeu                 | Pierrefeu                |         | 43° 52′ 30″ nord, 7° 04′ 46″ est | « PA00080817 » | Inscrit MH                                                | 1968        | Église Saint-Sébastien-Saint-Martin de Pierrefeu                 |
| Église de la Trinité de Puget-Rostang                            | Puget-Rostang            |         | 43° 58′ 26″ nord, 6° 55′ 02″ est |                |                                                           |             | Image manquante Téléverser                                       |
| Église Notre-Dame-de-l'Assomption de Puget-Théniers              | Puget-Théniers           |         | 43° 57′ 21″ nord, 6° 53′ 44″ est | « PA00080944 » | Inscrit MH                                                | 1989        | Église Notre-Dame-de-l'Assomption de Puget-Théniers              |
| Église Saint-Pierre de Pegomas                                   | Pégomas                  |         | 43° 35′ 12″ nord, 6° 54′ 56″ est |                |                                                           |             | Église Saint-Pierre de Pegomas                                   |
| Église Saint-Arige-et-Saint-Vincent-de-Saragosse de Péone        | Péone                    |         | 44° 06′ 59″ nord, 6° 54′ 22″ est | « PA00080816 » | Inscrit MH                                                | 1948        | Église Saint-Arige-et-Saint-Vincent-de-Saragosse de Péone        |
| Église Notre-Dame-des-Neiges de Valberg                          | Péone                    |         | à géolocaliser                   |                |                                                           |             | Image manquante Téléverser                                       |
| Église Saint-Laurent de Revest-les-Roches                        | Revest-les-Roches        |         | 43° 52′ 53″ nord, 7° 09′ 22″ est |                |                                                           |             | Image manquante Téléverser                                       |
| Église Saint-Antoine-Ermite de Rigaud                            | Rigaud                   |         | 43° 59′ 25″ nord, 6° 59′ 30″ est |                |                                                           |             | Église Saint-Antoine-Ermite de Rigaud                            |
| Église Saint-Honorat de Rimplas                                  | Rimplas                  |         | 44° 03′ 48″ nord, 7° 07′ 51″ est |                |                                                           |             | Église Saint-Honorat de Rimplas                                  |
| Église Saint-Michel-de-Gast de Roquebillière                     | Roquebillière            |         | 44° 01′ 04″ nord, 7° 18′ 35″ est | « PA00080818 » | Classé MH                                                 | 1994        | Église Saint-Michel-de-Gast de Roquebillière                     |
| Église du Cœur-Immaculé-de-Marie de Roquebillière                | Roquebillière            |         | 44° 00′ 43″ nord, 7° 18′ 23″ est |                |                                                           |             | Image manquante Téléverser                                       |
| Église Saint-Joseph de Carnolès                                  | Roquebrune-Cap-Martin    |         | 43° 45′ 46″ nord, 7° 28′ 41″ est |                |                                                           |             | Image manquante Téléverser                                       |
| Église Saint-Martin de Roquebrune-Cap-Martin                     | Roquebrune-Cap-Martin    |         | 43° 45′ 31″ nord, 7° 28′ 36″ est |                |                                                           |             | Image manquante Téléverser                                       |
| Église Sainte-Marguerite de Roquebrune-Cap-Martin                | Roquebrune-Cap-Martin    |         | 43° 45′ 53″ nord, 7° 27′ 37″ est |                |                                                           |             | Église Sainte-Marguerite de Roquebrune-Cap-Martin                |
| Église Notre-Dame de Roquefort-les-Pins                          | Roquefort-les-Pins       |         | 43° 40′ 11″ nord, 7° 02′ 43″ est |                |                                                           |             | Image manquante Téléverser                                       |
| Église du Sacré Cœur de Roquefort-les-Pins                       | Roquefort-les-Pins       |         | 43° 40′ 46″ nord, 7° 02′ 21″ est |                |                                                           |             | Image manquante Téléverser                                       |
| Église Saint-Arige de Roquestéron                                | Roquefort-les-Pins       |         | 43° 52′ 26″ nord, 7° 00′ 21″ est | « PA06000046 » | Inscrit MH                                                | 2014        | Église Saint-Arige de Roquestéron                                |
| Église Saint-Étienne de Roubion                                  | Roquefort-les-Pins       |         | 44° 05′ 35″ nord, 7° 03′ 06″ est |                |                                                           |             | Église Saint-Étienne de Roubion                                  |
| Église Saint-Laurent de Roure                                    | Roure                    |         | 44° 05′ 22″ nord, 7° 05′ 16″ est | « PA00080829 » | Inscrit MH                                                | 1987        | Église Saint-Laurent de Roure                                    |
| Église Saint-André de Saint-André-de-la-Roche                    | Saint-André-de-la-Roche  |         | 43° 44′ 28″ nord, 7° 17′ 16″ est |                |                                                           |             | Église Saint-André de Saint-André-de-la-Roche                    |
| Église Saint-Antoine-Ermite de Saint-Antonin                     | Saint-Antonin            |         | 43° 54′ 38″ nord, 6° 58′ 46″ est |                |                                                           |             | Image manquante Téléverser                                       |
| Église Saint-Alban de Saint-Auban                                | Saint-Auban              |         | 43° 50′ 54″ nord, 6° 43′ 33″ est |                |                                                           |             | Image manquante Téléverser                                       |
| Église Saint-Étienne de Saint-Auban                              | Saint-Auban              |         | à géolocaliser                   |                |                                                           |             | Église Saint-Étienne de Saint-Auban                              |
| Église Saint-Joseph des Lattes                                   | Saint-Auban              |         | 43° 49′ 25″ nord, 6° 43′ 59″ est |                |                                                           |             | Image manquante Téléverser                                       |
| Église Saint-Blaise de Saint-Blaise (Alpes-Maritimes)            | Saint-Blaise             |         | 43° 49′ 18″ nord, 7° 14′ 21″ est |                |                                                           |             | Église Saint-Blaise de Saint-Blaise (Alpes-Maritimes)            |
| Église Saint-Césaire de Saint-Cezaire-sur-Siagne                 | Saint-Cézaire-sur-Siagne |         | 43° 38′ 58″ nord, 6° 47′ 33″ est |                |                                                           |             | Église Saint-Césaire de Saint-Cezaire-sur-Siagne                 |
| Église Saint-Dalmas de Saint-Dalmas-le-Selvage                   | Saint-Dalmas-le-Selvage  |         | 44° 17′ 00″ nord, 6° 52′ 01″ est | « PA00080834 » | Inscrit MH                                                | 1988        | Église Saint-Dalmas de Saint-Dalmas-le-Selvage                   |
| Église Sainte-Marie-Madeleine du Pra                             | Saint-Dalmas-le-Selvage  |         | à géolocaliser                   |                |                                                           |             | Image manquante Téléverser                                       |
| Église Saint-Pierre de Bousiéyas                                 | Saint-Dalmas-le-Selvage  |         | à géolocaliser                   |                |                                                           |             | Église Saint-Pierre de Bousiéyas                                 |
| Église Saint-Jean-Baptiste de Saint-Jean-Cap-Ferrat              | Saint-Jean-Cap-Ferrat    |         | 43° 41′ 17″ nord, 7° 20′ 13″ est | « IA06001026 » |                                                           |             | Église Saint-Jean-Baptiste de Saint-Jean-Cap-Ferrat              |
| Église de la Décollation-de-Saint-Jean-Baptiste de Saint-Jeannet | Saint-Jeannet            |         | 43° 45′ 49″ nord, 7° 08′ 29″ est |                |                                                           |             | Église de la Décollation-de-Saint-Jean-Baptiste de Saint-Jeannet |
| Église Saint-Laurent de Saint-Laurent-du-Var                     | Saint-Laurent-du-Var     |         | 43° 40′ 33″ nord, 7° 11′ 25″ est |                |                                                           |             | Image manquante Téléverser                                       |
| Église Sainte-Geneviève de Saint-Laurent-du-Var                  | Saint-Laurent-du-Var     |         | 43° 41′ 44″ nord, 7° 10′ 28″ est |                |                                                           |             | Image manquante Téléverser                                       |
| Église Sainte-Jeanne-d'Arc de Saint-Laurent-du-Var               | Saint-Laurent-du-Var     |         | 43° 40′ 31″ nord, 7° 11′ 04″ est |                |                                                           |             | Image manquante Téléverser                                       |
| Église Sainte-Pétronille de Saint-Laurent-du-Var                 | Saint-Laurent-du-Var     |         | à géolocaliser                   |                |                                                           |             | Image manquante Téléverser                                       |
| Église Saint-Jacques-le-Majeur de Saint-Léger                    | Saint-Léger              |         | 44° 00′ 03″ nord, 6° 49′ 39″ est |                |                                                           |             | Image manquante Téléverser                                       |
| Église Notre-Dame-de-l'Assomption de Saint-Martin-Vésubie        | Saint-Martin-Vésubie     |         | 44° 04′ 05″ nord, 7° 15′ 21″ est | « PA06000006 » | Inscrit MH                                                | 1997        | Église Notre-Dame-de-l'Assomption de Saint-Martin-Vésubie        |
| Église Notre-Dame de Fenestre de Saint-Martin-Vesubie            | Saint-Martin-Vésubie     |         | 44° 04′ 13″ nord, 7° 15′ 23″ est |                |                                                           |             | Image manquante Téléverser                                       |
| Église Saint-Martin de Saint-Martin-d'Entraunes                  | Saint-Martin-d'Entraunes |         | 44° 08′ 33″ nord, 6° 45′ 41″ est | « PA00080841 » | Inscrit MH                                                | 1926        | Église Saint-Martin de Saint-Martin-d'Entraunes                  |
| Église Saint-Roch de Saint-Martin-du-Var                         | Saint-Martin-du-Var      |         | 43° 49′ 19″ nord, 7° 11′ 36″ est |                |                                                           |             | Église Saint-Roch de Saint-Martin-du-Var                         |
| Collégiale de la Conversion-de-Saint-Paul de Saint-Paul-de-Vence | Saint-Paul-de-Vence      |         | 43° 41′ 50″ nord, 7° 07′ 20″ est | « PA00080844 » | Classé MH                                                 | 1921        | Collégiale de la Conversion-de-Saint-Paul de Saint-Paul-de-Vence |
| Église Saint-Michel de Saint-Sauveur-sur-Tinée                   | Saint-Sauveur-sur-Tinée  |         | 44° 05′ 01″ nord, 7° 06′ 16″ est | « PA00080849 » | Inscrit MH                                                | 1939        | Église Saint-Michel de Saint-Sauveur-sur-Tinée                   |
| Église Notre-Dame-de-l'Assomption de Saint-Vallier-de-Thiey      | Saint-Vallier-de-Thiey   |         | 43° 41′ 54″ nord, 6° 50′ 53″ est |                |                                                           |             | Image manquante Téléverser                                       |
| Église Saint-Étienne de Saint-Étienne-de-Tinée                   | Saint-Étienne-de-Tinée   |         | 44° 15′ 20″ nord, 6° 55′ 34″ est | « PA00080838 » | Classé MH Clocher ; Inscrit MH Eglise sauf partie classée | 1908 ; 1935 | Église Saint-Étienne de Saint-Étienne-de-Tinée                   |
| Église Notre-Dame-des-Grâces du Bourguet                         | Saint-Étienne-de-Tinée   |         | 44° 13′ 36″ nord, 6° 57′ 45″ est |                |                                                           |             | Image manquante Téléverser                                       |
| Église Notre-Dame-des-Neiges de Sainte-Agnes                     | Sainte-Agnès             |         | 43° 47′ 41″ nord, 7° 28′ 39″ est |                |                                                           |             | Église Notre-Dame-des-Neiges de Sainte-Agnes                     |
| Église Saint-Michel des Cabrolles de Sainte-Agnes                | Sainte-Agnès             |         | 43° 47′ 59″ nord, 7° 27′ 41″ est |                |                                                           |             | Image manquante Téléverser                                       |
| Église Sainte-Marguerite de Sallagriffon                         | Sallagriffon             |         | 43° 53′ 01″ nord, 6° 54′ 21″ est |                |                                                           |             | Église Sainte-Marguerite de Sallagriffon                         |
| Église Saint-Sauveur de Saorge                                   | Saorge                   |         | 43° 59′ 16″ nord, 7° 33′ 06″ est | « PA00080856 » | Classé MH                                                 | 1981        | Église Saint-Sauveur de Saorge                                   |
| Église de la Madone del Poggio                                   | Saorge                   |         | 43° 59′ 01″ nord, 7° 33′ 11″ est | « PA00080852 » | Classé MH                                                 | 1913        | Église de la Madone del Poggio                                   |
| Église Saint-Laurent de Sauze                                    | Sauze                    |         | 44° 05′ 16″ nord, 6° 50′ 06″ est |                |                                                           |             | Église Saint-Laurent de Sauze                                    |
| Église Saint-Michel de Sigale                                    | Sigale                   |         | 43° 52′ 19″ nord, 6° 57′ 52″ est | « PA00080859 » | Inscrit MH                                                | 1927        | Église Saint-Michel de Sigale                                    |
| Cocathédrale Saint-Michel de Sospel                              | Sospel                   |         | 43° 52′ 37″ nord, 7° 26′ 49″ est | « PA00080864 » | Classé MH                                                 | 1951        | Cocathédrale Saint-Michel de Sospel                              |
| Église Saint-Casimir de Spéracèdes                               | Spéracèdes               |         | 43° 38′ 56″ nord, 6° 51′ 33″ est |                |                                                           |             | Église Saint-Casimir de Spéracèdes                               |
| Église Saint-Blaise de la Doire                                  | Séranon                  |         | 43° 46′ 10″ nord, 6° 39′ 42″ est |                |                                                           |             | Image manquante Téléverser                                       |
| Église Saint-Michel de Séranon                                   | Séranon                  |         | 43° 46′ 32″ nord, 6° 41′ 50″ est |                |                                                           |             | Image manquante Téléverser                                       |
| Collégiale Notre-Dame-de-l'Assomption de Tende                   | Tende                    |         | 44° 05′ 02″ nord, 7° 35′ 31″ est | « PA00080880 » | Classé MH                                                 | 1949        | Collégiale Notre-Dame-de-l'Assomption de Tende                   |
| Église Notre-Dame-de-la-Paix de Tende                            | Tende                    |         | 44° 03′ 11″ nord, 7° 35′ 19″ est |                |                                                           |             | Image manquante Téléverser                                       |
| Église Saint-Michel de Tende                                     | Tende                    |         | 44° 05′ 16″ nord, 7° 35′ 36″ est |                |                                                           |             | Église Saint-Michel de Tende                                     |
| Église Sainte-Anne de Granile                                    | Tende                    |         | 44° 02′ 18″ nord, 7° 34′ 04″ est |                |                                                           |             | Image manquante Téléverser                                       |
| Église Saint-Martin de Thiéry                                    | Thiéry                   |         | 43° 58′ 42″ nord, 7° 01′ 49″ est |                |                                                           |             | Image manquante Téléverser                                       |
| Église Sainte-Germaine de Pibrac de Theoule-sur-Mer              | Théoule-sur-Mer          |         | 43° 30′ 43″ nord, 6° 56′ 15″ est |                |                                                           |             | Image manquante Téléverser                                       |
| Église Saint-Jean-Baptiste de Toudon                             | Toudon                   |         | 43° 54′ 06″ nord, 7° 06′ 52″ est |                |                                                           |             | Image manquante Téléverser                                       |
| Église Sainte-Élisabeth de Toudon                                | Toudon                   |         | 43° 54′ 06″ nord, 7° 06′ 52″ est |                |                                                           |             | Image manquante Téléverser                                       |
| Église Saint-Jacques de Tourette-du-Château                      | Tourette-du-Château      |         | 43° 52′ 56″ nord, 7° 08′ 38″ est |                |                                                           |             | Image manquante Téléverser                                       |
| Église Saint-Antoine-de-Padoue de Tournefort                     | Tournefort               |         | 43° 56′ 47″ nord, 7° 09′ 04″ est |                |                                                           |             | Église Saint-Antoine-de-Padoue de Tournefort                     |
| Église Saint-Pierre de Tournefort                                | Tournefort               |         | 43° 56′ 37″ nord, 7° 09′ 14″ est |                |                                                           |             | Église Saint-Pierre de Tournefort                                |
| Église Sainte-Rosalie de Tourrette-Levens                        | Tourrette-Levens         |         | 43° 47′ 12″ nord, 7° 16′ 34″ est | « PA00080887 » | Inscrit MH                                                | 1937        | Église Sainte-Rosalie de Tourrette-Levens                        |
| Église Saint-Grégoire-le-Grand de Tourrettes-sur-Loup            | Tourrettes-sur-Loup      |         | 43° 43′ 00″ nord, 7° 03′ 33″ est |                |                                                           |             | Église Saint-Grégoire-le-Grand de Tourrettes-sur-Loup            |
| Église Saint-Honorat de Touet-de-L'Escarene                      | Touët-de-l'Escarène      |         | 43° 50′ 53″ nord, 7° 21′ 46″ est |                |                                                           |             | Église Saint-Honorat de Touet-de-L'Escarene                      |
| Église de la Nativité-de-la-Vierge de Touet-sur-Var              | Touët-sur-Var            |         | 43° 56′ 52″ nord, 7° 00′ 22″ est |                |                                                           |             | Église de la Nativité-de-la-Vierge de Touet-sur-Var              |
| Église Saint-Véran (Utelle)                                      | Utelle                   |         | 43° 55′ 00″ nord, 7° 14′ 53″ est | « PA00080900 » | Classé MH                                                 | 1963        | Église Saint-Véran (Utelle)                                      |
| Sanctuaire de la Madone d'Utelle                                 | Utelle                   |         | 43° 54′ 41″ nord, 7° 13′ 53″ est |                |                                                           |             | Sanctuaire de la Madone d'Utelle                                 |
| Église de la Visitation-et-Sainte-Philomène du Chaudan           | Utelle                   |         | 43° 52′ 17″ nord, 7° 11′ 52″ est |                |                                                           |             | Église de la Visitation-et-Sainte-Philomène du Chaudan           |
| Église Saint-Honorat du Figaret                                  | Utelle                   |         | 43° 56′ 14″ nord, 7° 15′ 55″ est |                |                                                           |             | Image manquante Téléverser                                       |
| Église Saint-Jean-Baptiste de Saint-Jean-la-Rivière              | Utelle                   |         | 43° 55′ 12″ nord, 7° 15′ 55″ est |                |                                                           |             | Église Saint-Jean-Baptiste de Saint-Jean-la-Rivière              |
| Église Saint-Blaise de Valbonne                                  | Valbonne                 |         | 43° 38′ 27″ nord, 7° 00′ 32″ est |                |                                                           |             | Image manquante Téléverser                                       |
| Église Saint-Paul des Nations de Valbonne                        | Valbonne                 |         | 43° 37′ 23″ nord, 7° 03′ 03″ est |                |                                                           |             | Image manquante Téléverser                                       |
| Église de l'Invention-de-la-Sainte-Croix de Saint-Dalmas         | Valdeblore               |         | 44° 04′ 00″ nord, 7° 12′ 12″ est | « PA00080903 » | Classé MH                                                 | 1943        | Église de l'Invention-de-la-Sainte-Croix de Saint-Dalmas         |
| Église Saint-Jacques-le-Majeur de La Bolline Valdeblore          | Valdeblore               |         | 44° 04′ 12″ nord, 7° 10′ 13″ est | « PA00080904 » | Inscrit MH                                                | 1932        | Église Saint-Jacques-le-Majeur de La Bolline Valdeblore          |
| Église Saint-Roch de Valderoure                                  | Valderoure               |         | 43° 47′ 48″ nord, 6° 42′ 29″ est |                |                                                           |             | Église Saint-Roch de Valderoure                                  |
| Église Sainte-Anne-Saint-Martin de Vallauris                     | Vallauris                |         | 43° 34′ 41″ nord, 7° 03′ 19″ est |                |                                                           |             | Église Sainte-Anne-Saint-Martin de Vallauris                     |
| Église Saint-Pierre de Golfe-Juan                                | Vallauris                |         | 43° 34′ 08″ nord, 7° 04′ 27″ est |                |                                                           |             | Église Saint-Pierre de Golfe-Juan                                |
| Église Saint-Michel de Venanson                                  | Venanson                 |         | 44° 03′ 12″ nord, 7° 15′ 11″ est |                |                                                           |             | Église Saint-Michel de Venanson                                  |
| Cathédrale de la Nativité-de-Marie de Vence                      | Vence                    |         | 43° 43′ 22″ nord, 7° 06′ 50″ est | « PA00080910 » | Classé MH                                                 | 1944        | Cathédrale de la Nativité-de-Marie de Vence                      |
| Église Saint-Jean-Baptiste de Villars-sur-Var                    | Villars-sur-Var          |         | 43° 56′ 12″ nord, 7° 05′ 52″ est | « PA00080919 » | Inscrit MH                                                | 1983        | Église Saint-Jean-Baptiste de Villars-sur-Var                    |
| Église Saint-Michel de Villefranche-sur-Mer                      | Villefranche-sur-Mer     |         | 43° 42′ 14″ nord, 7° 18′ 40″ est | « PA00080921 » | Classé MH                                                 | 1990        | Église Saint-Michel de Villefranche-sur-Mer                      |
| Église Notre-Dame-de-France du Col de Villefranche               | Villefranche-sur-Mer     |         | 43° 42′ 12″ nord, 7° 18′ 01″ est |                |                                                           |             | Image manquante Téléverser                                       |
| Église Saint-Christophe de Villeneuve-Loubet                     | Villeneuve-Loubet        |         | 43° 39′ 23″ nord, 7° 06′ 13″ est |                |                                                           |             | Église Saint-Christophe de Villeneuve-Loubet                     |
| Église Saint-Marc de Villeneuve-Loubet                           | Villeneuve-Loubet        |         | 43° 39′ 31″ nord, 7° 07′ 26″ est |                |                                                           |             | Église Saint-Marc de Villeneuve-Loubet                           |
| Église Saint-Pierre de Villeneuve-d'Entraunes                    | Villeneuve-d'Entraunes   |         | 44° 07′ 16″ nord, 6° 47′ 38″ est |                |                                                           |             | Église Saint-Pierre de Villeneuve-d'Entraunes                    |
| Église Notre-Dame-de-l'Assomption d'Èze                          | Èze                      |         | 43° 43′ 43″ nord, 7° 21′ 42″ est | « PA00080720 » | Classé MH                                                 | 1984        | Église Notre-Dame-de-l'Assomption d'Èze                          |
| Église Saint-François d'Èze                                      | Èze                      |         | 43° 43′ 51″ nord, 7° 21′ 25″ est |                |                                                           |             | Image manquante Téléverser                                       |
| Église Saint-Joseph d'Èze                                        | Èze                      |         | 43° 43′ 59″ nord, 7° 21′ 09″ est |                |                                                           |             | Image manquante Téléverser                                       |
| Église Saint-Laurent d'Èze                                       | Èze                      |         | 43° 43′ 35″ nord, 7° 22′ 59″ est |                |                                                           |             | Image manquante Téléverser                                       |

### Église arménienne
| Église                                 | Commune | Adresse | Coordonnées                      | Notice | Protection | Date | Illustration                           |
| -------------------------------------- | ------- | ------- | -------------------------------- | ------ | ---------- | ---- | -------------------------------------- |
| Église arménienne Sainte-Marie de Nice | Nice    |         | 43° 42′ 53″ nord, 7° 13′ 28″ est |        |            |      | Église arménienne Sainte-Marie de Nice |

### Église anglicane
| Église                                             | Commune          | Adresse | Coordonnées                      | Notice         | Protection | Date | Illustration                                   |
| -------------------------------------------------- | ---------------- | ------- | -------------------------------- | -------------- | ---------- | ---- | ---------------------------------------------- |
| Église anglicane Saint-Michael de Beaulieu-sur-Mer | Beaulieu-sur-Mer |         | 43° 42′ 27″ nord, 7° 19′ 40″ est | « PA06000056 » | Inscrit MH | 2020 | Image manquante Téléverser                     |
| Église anglicane Holy-Trinity Church de Cannes     | Cannes           |         | 43° 33′ 02″ nord, 7° 01′ 42″ est |                |            |      | Église anglicane Holy-Trinity Church de Cannes |
| Église Jesus Is Lord de Cannes                     | Cannes           |         | 43° 33′ 15″ nord, 7° 00′ 55″ est |                |            |      | Église Jesus Is Lord de Cannes                 |
| Église Anglicane de Cannes                         | Cannes           |         | à géolocaliser                   | « IA06000076 » |            |      | Image manquante Téléverser                     |
| Église anglicane Saint-John's de Menton            | Cannes           |         | à géolocaliser                   |                |            |      | Église anglicane Saint-John's de Menton        |
| Église anglicane de la Sainte-Trinité de Nice      | Nice             |         | 43° 41′ 50″ nord, 7° 15′ 49″ est | « PA06000060 » | Inscrit MH | 2020 | Église anglicane de la Sainte-Trinité de Nice  |

### Église orthodoxe
| Église                                                             | Commune | Adresse | Coordonnées                      | Notice         | Protection | Date | Illustration                                                       |
| ------------------------------------------------------------------ | ------- | ------- | -------------------------------- | -------------- | ---------- | ---- | ------------------------------------------------------------------ |
| Église Saint-Michel-Archange de Cannes                             | Cannes  |         | 43° 32′ 46″ nord, 7° 02′ 23″ est |                |            |      | Église Saint-Michel-Archange de Cannes                             |
| Église russe de Menton                                             | Menton  |         | 43° 46′ 00″ nord, 7° 29′ 06″ est |                |            |      | Église russe de Menton                                             |
| Chapelle funéraire orthodoxe russe du prince Troubetskoï de Menton | Menton  |         | 43° 46′ 41″ nord, 7° 30′ 22″ est |                |            |      | Chapelle funéraire orthodoxe russe du prince Troubetskoï de Menton |
| Église Saint-Nicolas-et-Sainte-Alexandra de Nice                   | Nice    |         | 43° 41′ 58″ nord, 7° 16′ 03″ est | « PA00080941 » | Inscrit MH | 1990 | Église Saint-Nicolas-et-Sainte-Alexandra de Nice                   |
| Cathédrale Saint-Nicolas de Nice                                   | Nice    |         | 43° 42′ 14″ nord, 7° 15′ 14″ est | « PA00080780 » | Classé MH  | 1987 | Cathédrale Saint-Nicolas de Nice                                   |
| Chapelle du tsarévitch Nicolas Alexandrovitch                      | Nice    |         | 43° 42′ 15″ nord, 7° 15′ 13″ est | « PA00080780 » | Classé MH  | 1987 | Chapelle du tsarévitch Nicolas Alexandrovitch                      |
| Chapelle orthodoxe russe Saint-Nicolas de Nice                     | Nice    |         | 43° 40′ 43″ nord, 7° 12′ 57″ est |                |            |      | Chapelle orthodoxe russe Saint-Nicolas de Nice                     |
| Chapelle orthodoxe grecque Saint-Spyridon de Nice                  | Nice    |         | 43° 42′ 17″ nord, 7° 16′ 25″ est |                |            |      | Chapelle orthodoxe grecque Saint-Spyridon de Nice                  |

### Culteprotestant
| Église                                                       | Commune | Adresse | Coordonnées                      | Notice         | Protection | Date | Illustration                                                 |
| ------------------------------------------------------------ | ------- | ------- | -------------------------------- | -------------- | ---------- | ---- | ------------------------------------------------------------ |
| Temple protestant d'Antibes                                  | Antibes |         | 43° 34′ 46″ nord, 7° 07′ 18″ est |                |            |      | Temple protestant d'Antibes                                  |
| Temple protestant du Cap d'Antibes                           | Antibes |         | 43° 33′ 06″ nord, 7° 07′ 45″ est |                |            |      | Temple protestant du Cap d'Antibes                           |
| Temple protestant de Cannes                                  | Cannes  |         | 43° 33′ 06″ nord, 7° 01′ 10″ est |                |            |      | Temple protestant de Cannes                                  |
| Temple de l'église évangélique protestante de Cannes         | Cannes  |         | à géolocaliser                   |                |            |      | Temple de l'église évangélique protestante de Cannes         |
| Temple protestant de Grasse                                  | Grasse  |         | 43° 39′ 55″ nord, 6° 56′ 05″ est | « PA06000061 » | Inscrit MH | 2021 | Temple protestant de Grasse                                  |
| Temple protestant de Menton                                  | Menton  |         | 43° 46′ 33″ nord, 7° 30′ 12″ est |                |            |      | Temple protestant de Menton                                  |
| Temple réformé de Nice                                       | Nice    |         | 43° 41′ 57″ nord, 7° 15′ 51″ est | « PA06000055 » | Inscrit MH | 2020 | Temple réformé de Nice                                       |
| Temple vaudois de Nice                                       | Nice    |         | 43° 41′ 57″ nord, 7° 16′ 21″ est |                |            |      | Temple vaudois de Nice                                       |
| Temple évangélique luthérienne de la Transfiguration de Nice | Nice    |         | 43° 42′ 02″ nord, 7° 15′ 56″ est |                |            |      | Temple évangélique luthérienne de la Transfiguration de Nice |